# Dobrava pri Škocjanu
Dobrava pri Škocjanu je razpotegnjeno obcestno naselje na ravnini levega brega Krke ob regionalni cesti Škocjan - Šentjernej v Občini Škocjan. Na severozahodni strani se naselju približa avtocesta s priključkom Dobruška vas. Južno stran vasi pa slikovito zaokroža reka Krka, ki ponuja številne možnosti za športni ribolov, čolnarjenje in osvežitve v poletnih mesecih. 
Na desnem bregu Krke, na Otoku, stoji cerkev svetega Nikolaja s pokopališčem. Od cerkve so le nekaj korakov stran s slamnato streho nadkriti temelji srednjeveške cerkvice, okrog katerih se spleta zgodba o veličini nekdanjega trga Gutenwerta. Ta je bil v razcvetu v 13. in 14. stoletju, ko je bil eno izmed središč freisinške posesti na Dolenjskem. Dokončen zaton trga so povzročila turška pustošenja.
K živahnemu življenju v vasi prispeva Društvo podeželske mladine Dobrava, ki združuje mlade iz Dobrave in sosednjih vasi. Društvo si prizadeva za razvoj podeželja ter spodbujanje kulturnega in družabnega življenja mladih na podeželju, prirejajo družabna srečanja in športne dogodke. Od leta 1932 v Dobravi deluje prostovoljno gasilsko društvo, na področju kulturnega življenja pa je v vasi dejaven mešani cerkveni pevski zbor, v okviru katerega delujeta še otroški pevski zbor in otroška dramska skupina. V zadnjem času se uveljavlja ansambel Boštjana Tramteta in ansambel Dolenjski nasmeh.
V vasi je nekaj uspešnih obrtnikov, ki so ime Dobrave že dodobra uveljavili tudi v poslovnem svetu. V Dobravi se tako lahko dobi najbolj kakovostne čevlje in pečene postrvi, s katerimi postrežejo v gostilni Selak.